# 山本祥彰
山本 祥彰（やまもと よしあき、1996年6月1日 - ）は、日本のYouTuber、クイズプレイヤー、ライター。ウェブメディア「QuizKnock」、株式会社baton、およびワタナベエンターテインメント（オフコース）に所属している。埼玉県飯能市出身。

## 人物
ふくらPに誘われて、2017年9月よりQuizKnockに参加。QuizKnock参加後は、ライター、YouTube動画の出演・企画・編集・謎解きの作成や、周遊型謎解き等の企業コラボ案件のディレクターを務める。
中学2年生で漢検準一級を、2022年に漢検一級を取得しており、（QuizKnockの）漢字王と呼ばれることもある。
早稲田大学高等学院の3年生の時に、ももいろクローバーZが応援ソングを担当していたことをきっかけに第34回『全国高等学校クイズ選手権』に参加。
全国大会に出場し、総合4位入賞の成績を残した。
2018年8月28日、QuizKnockで行われた第1回『12時間クイズ』にて優勝。
2024年10月13日、QuizKnockで行われた第3回『500問耐久クイズ』にて優勝。

## 出演

### テレビ番組
- クイズプレゼンバラエティー Qさま!!（テレビ朝日、2019年10月28日、2020年4月20日、2025年3月3日）[10]
- 東大王 (TBSテレビ、2017年6月18日[11]、2020年4月8日[12]、7月29日[13]、2022年2月2日[14])
- クイズ!オンリー1（TBSテレビ、2020年4月21日）[15]
- 野田レーザーの逆算(テレビ朝日、2022年8月5日[16]、8月12日[17]、8月19日[18])

### インターネット番組
- しごとリーチ！（2025/02/16）[19]